# Vaclavas Kidykas
Vaclavas Kidykas (né le 17 octobre 1961 à Klaipėda) est un athlète lituanien qui a d'abord représenté l'Union soviétique, spécialiste du lancer de disque.
Son meilleur lancer de 68,44 m est réalisé à Sotchi en juin 1988.
Il est médaillé de bronze aux championnats d'Europe seniors de 1986 à Stuttgart.
Il est médaillé d'argent à deux Universiades : celle de Kobé en 1985 et celle de Zagreb en 1987.